# Plymouth (Illinois)
Plymouth è un villaggio degli Stati Uniti d'America, situato nello Stato dell'Illinois, diviso tra la contea di Hancock e la contea di McDonough.